# Saint-Jean Airport
Saint-Jean Airport (franska: Aéroport de Saint-Jean) är en flygplats i Kanada.   Den ligger i regionen Montérégie och provinsen Québec, i den sydöstra delen av landet, 190 km öster om huvudstaden Ottawa. Saint-Jean Airport ligger 38 meter över havet.
Terrängen runt Saint-Jean Airport är mycket platt.Närmaste större samhälle är Saint-Jean-sur-Richelieu, 2,0 km nordost om Saint-Jean Airport.
Trakten runt Saint-Jean Airport består till största delen av jordbruksmark. Runt Saint-Jean Airport är det ganska glesbefolkat, med 47 invånare per kvadratkilometer.